# Kenebibi
Kenebibi is een bestuurslaag in het regentschap Belu van de provincie Oost-Nusa Tenggara, Indonesië. Kenebibi telt 2661 inwoners (volkstelling 2010).